# Tito Didio
Tito Didio (latino: Titus Didius) (Roma, 140 a.C. circa – Ercolano, 11 giugno 89 a.C.) è stato un politico e militare romano.

## Biografia
Tribuno della plebe nel 103 a.C. e pretore nel 101 a.C., si distinse contro gli Scordisci che avevano invaso la provincia di Macedonia nel 100 a.C., celebrando il suo primo trionfo.
Eletto console nel 98 a.C. con Quinto Cecilio Metello Nepote, durante il consolato fece restaurare la Villa Pubblica e fece approvare la lex Caecilia Didia, che proibiva la presentazione di due proposte non correlate all'interno della stessa legge.
Successivamente gli fu affidato il governatorato della Spagna Citeriore con imperium proconsolare tra il 97 ed il 93 a.C., ove sconfisse i Vaccei e gli Arevaci, uccidendone oltre 20.000, conquistò e fece trasferire gli abitanti di Termesus e conquistò la città di Colenda dopo un assedio di nove mesi, facendone sterminare l'intera popolazione. Tornato a Roma alla fine della campagna, celebrò il suo secondo trionfo nel 93 a.C..
Legato di Lucio Cornelio Silla nel corso della Guerra sociale, perse la vita contro i ribelli italici durante la vittoriosa presa di Ercolano l'11 giugno dell'89 a.C.